# Zainobiddin Nazaraliev
Zainobiddin Nazaraliev (28 de abril de 1988) es un deportista uzbeko que compitió en taekwondo. Ganó una medalla de bronce en el Campeonato Asiático de Taekwondo de 2010 en la categoría de –63 kg.

## Palmarés internacional
| Campeonato Asiático | Campeonato Asiático | Campeonato Asiático | Campeonato Asiático |
| Año                 | Lugar               | Medalla             | Categoría           |
| ------------------- | ------------------- | ------------------- | ------------------- |
| 2010                | Astaná (Kazajistán) | Medalla de bronce   | –63 kg              |